# Mallosia galinae
Mallosia galinae är en skalbaggsart som beskrevs av Aleksandr Sergeievich Danilevsky 1990. Mallosia galinae ingår i släktet Mallosia och familjen långhorningar. Inga underarter finns listade i Catalogue of Life.